# Tibétains musulmans
Pour les articles homonymes, voir Tibétain (homonymie), Musulmans (homonymie) et Islam au Tibet.
 (septembre 2009).
Si vous disposez d'ouvrages ou d'articles de référence ou si vous connaissez des sites web de qualité traitant du thème abordé ici, merci de compléter l'article en donnant les références utiles à sa vérifiabilité et en les liant à la section « Notes et références ».

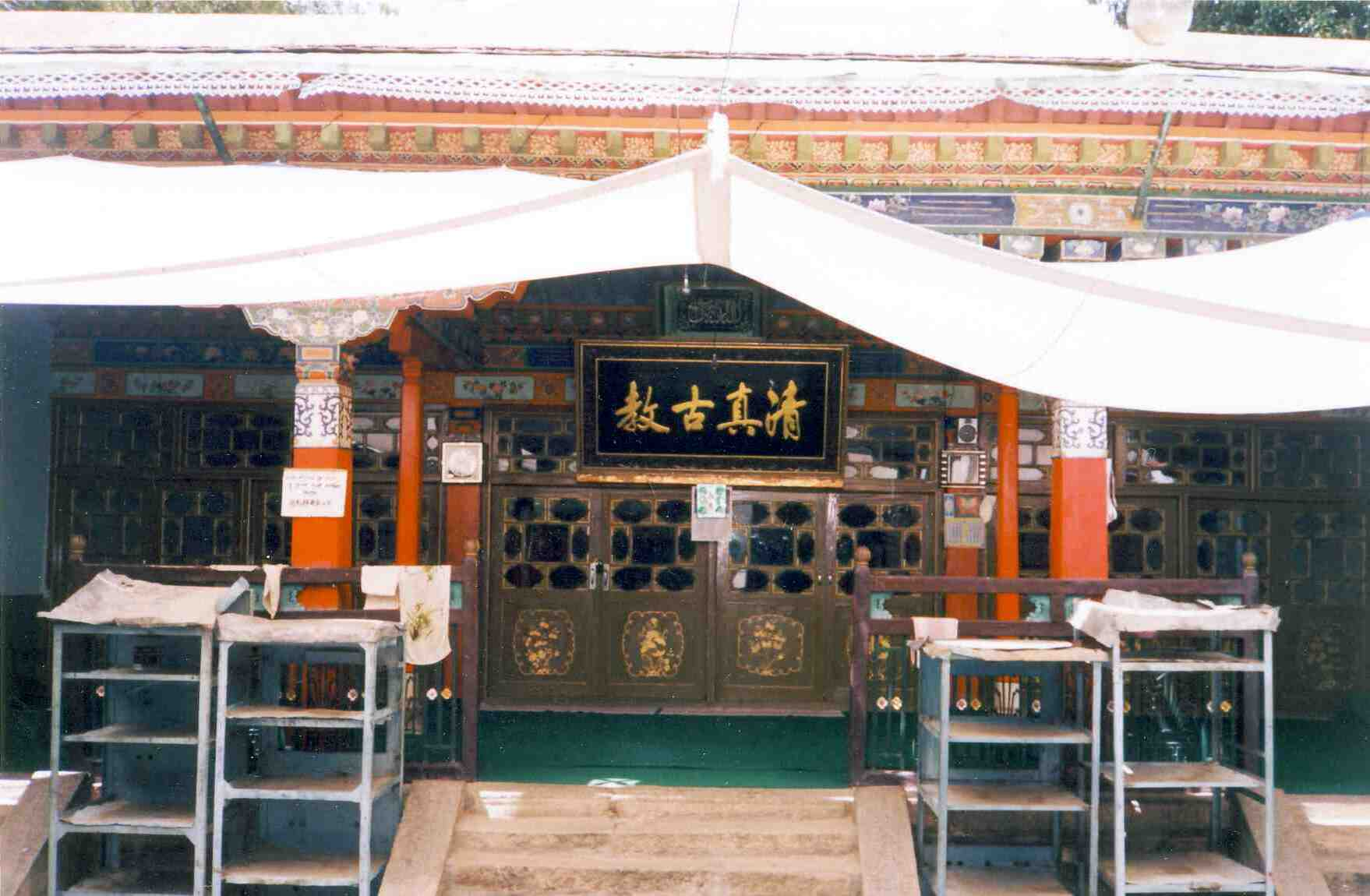
Entrée de l'ancienne mosquée à Lhassa - 1993.

Les Tibétains musulmans, aussi appelés les Kachee (Kache), constituent une petite minorité dans le Tibet. En plus d’être musulmans, ils sont d'ethnie tibétaine, au contraire des musulmans Hui, qui sont aussi appelés les Kyangsha ou Gya Kachee (musulmans chinois). Le terme tibétain de Kachee signifie littéralement « Cachemirien » et le Cachemire était appelé Kachee Yul (yul signifiant « pays » en tibétain).
Les musulmans tibétains sont répartis dans l'ensemble du Tibet, et la plupart d'entre eux se trouvent à Lhassa et à Shigatsé. Si ceux qui n'habitent pas la Région autonome du Tibet ne sont pas exclus, les groupes ethniques comme les Balti et les Burig, qui sont aussi d'origine tibétaine et se considèrent comme ethniquement tibétains, sont également musulmans. Cependant, ces groupes se trouvent d'une manière prédominante au Ladakh, administré par l'Inde et au Baltistan, administré par le Pakistan.[réf. nécessaire]
Dans son ouvrage Sept ans d'aventures au Tibet, basé sur son séjour au Tibet à la fin des années 1940, Heinrich Harrer fait remarquer que la tolérance est une vertu importante des Tibétains qui respectent les différentes opinions religieuses.[pertinence contestée] À Lhassa, les musulmans formaient une communauté importante qui disposait d'une mosquée, ils étaient libres de pratiquer leur religion. Originaires des Indes, ils se sont assimilés à la culture tibétaine. Leurs précurseurs demandèrent que leur épouses tibétaines se convertissent à l'islam, mais le gouvernement tibétain émit un décret[Quand ?] autorisant les Tibétaines épousant des musulmans à conserver leur religion. Les Hui sont des musulmans chinois venant du Kokonor (Qinghai) et possédant également leur mosquée à Lhassa.

## Histoire
Du fait de l'influence tibétaine, ils ont adopté des noms tibétains tout en conservant des noms de famille persans ou ourdous. Cependant, ceci n'est pas aussi fréquent que dans le cas des Burig et des Balti. Au Baltistan ou Baltiyul comme le dénomment les autochtones, les jeunes musulmans ont commencé à se nommer dans la langue tibétaine locale comme Ali Tsering, Sengge Thsering, Wangchen, Namgyal, Shesrab, Mutik, Mayoor, Gyalmo, Odzer, Lobsang, Odchen, Rinchen, Anchan, et ainsi de suite. Si la majorité des Khachee utilise le tibétain dans le langage courant, l'ourdou ou l'arabe sont toutefois utilisés pour les services religieux.
Les musulmans tibétains qui ont fui en Inde ont obtenu la citoyenneté indienne du Gouvernement indien, lequel a considéré les musulmans tibétains comme des Cachemiriens et donc comme des citoyens indiens, contrairement aux autres réfugiés tibétains, qui ont un certificat de statut de réfugié.
L'apparition des premiers musulmans au Tibet n'est pas connue précisément, bien que des variantes de noms du Tibet se trouvent dans des livres d'histoire arabes. Ils viennent de Chine, Cachemire, Ladakh et Népal. L'influence islamique au Tibet vient également de Perse et du Turkestan,.
Sous le règne du calife omeyyade Umar ben Abd al-Aziz, une délégation du Tibet et de Chine lui demanda d'envoyer des missionnaires islamiques dans leurs pays, et Salah bin Abdullah Hanafi fut envoyé au Tibet. Entre les VIIIe et XIe siècles, les dirigeants abbassides de Bagdad maintinrent des relations avec le Tibet.
Cependant, il y eut peu de prosélytisme de la part des missionnaires au début, même si nombre d'entre eux décidèrent de s'établir au Tibet et d'épouser une Tibétaine. Entre 710-720, durant le règne de Tridé Tsuktsen, les Arabes, qui étaient alors présents en plus grand nombre en Chine, commencèrent à apparaître au Tibet et s'allièrent aux Tibétains ainsi qu'avec les Turcs contre les Chinois. Sous le règne de Sadnalegs (799-815, période de l'Empire du Tibet (629 – 877)), aussi appelé Tride Songtsän ( Wylie : khri lde srong brtsan), il y eut une longue guerre avec les puissances arabes à l'Ouest. Des Tibétains auraient capturé nombre de troupes arabes et les auraient enrôlés sur la frontière de l'est en 801. Les Tibétains combattirent aussi loin à l'Ouest qu'à Samarkand et Kaboul. Les forces arabes commencèrent à prendre le dessus, et le gouverneur tibétain de Kaboul se soumit aux Arabes et devint musulman vers 812 ou 815.
Le XIIe siècle fut témoin d'une importante migration de commerçants musulmans en provenance du Cachemire et de l'Empire perse, la communauté la plus notable s'établit à Lhassa. Comme leurs prédécesseurs arabes, ces hommes épousèrent des Tibétaines, lesquelles adoptèrent la religion de leur mari. Le prosélytisme de l'islam se produisit tout d'abord au Baltistan et dans la vallée de la Suru du XIVe au XVIe siècle, convertissant la grande majorité des communautés tibétaines Burig et Balti.
Surtout sous le règne de Lobsang Gyatso, 5e dalaï-lama, les musulmans tibétains menèrent une vie relativement sans difficulté, et des privilèges particuliers leur furent octroyés, dans le sens qu'ils furent exemptés d'observer certaines règles religieuses bouddhistes. Au XVIIe siècle, une petite communauté de musulmans prospéra à Lhassa, exerçant principalement la profession de boucher. Le 5e dalaï-lama démontra sa tolérance pour les autres religions dans ses contacts avec l'islam au Tibet comme le mentionne Marc Gaborieau évoquant le séjour à Lhassa de Maulana Bashir Ahmad, un Kashmiri musulman. Pour qu'ils puissent y aménager un cimetière, le dalaï-lama donna aux Musulmans un champ qui est resté leur propriété.
Cependant, avec l'afflux d'immigrants cachemiriens du Ladakh et les conversions forcées de bouddhistes à l'islam, des conflits locaux entre Bouddhistes et Musulmans étaient fréquents, surtout à Leh. 
Après l'exode tibétain de 1959, un groupe de musulmans tibétains demanda la nationalité indienne en se fondant sur leurs racines historiques au Cachemire, et le gouvernement indien déclara tous les musulmans tibétains citoyens indiens la même année,.

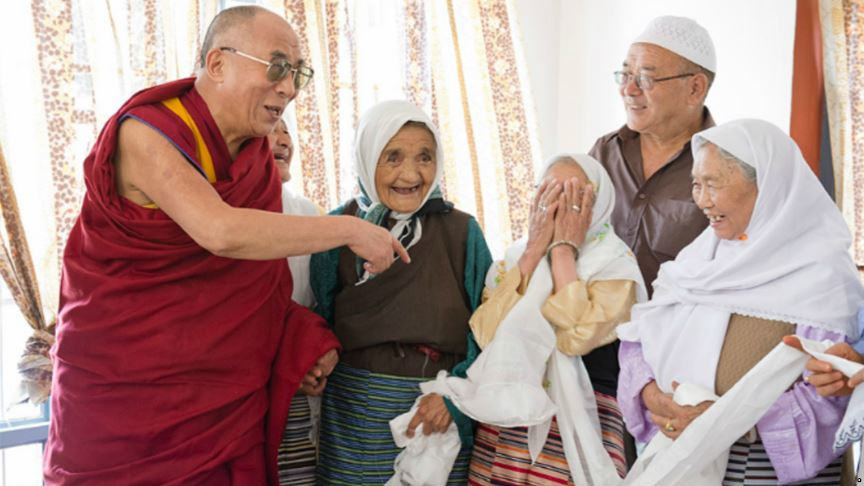
Le 14e dalaï-lama rendant visite en 2012 à des Tibétains musulmans réfugiés au Cachemire indien, où se sont établis un grand nombre de Kachee ayant fui le Tibet après le soulèvement de 1959

Les musulmans tibétains n'ont pu traverser la frontière tibéto-indienne que fin 1959. Entre 1961 et 1964, ils s'installèrent au Cachemire dans trois grands bâtiments de Srinagar fournis par le gouvernement indien. Le 14e dalaï-lama, Tenzin Gyatso, leur envoya un représentant, encouragea la constitution d'une association, la Tibetan Muslim Refugee Welfare Association, et les aida financièrement.
Il y a eu jusqu'à 4 mosquées à Lhassa, 2 à Shigatsé et 1 à Tsetang.
Actuellement à Lhassa, les musulmans tibétains habitent le quartier appelé Khache Lingka, situé sur la route de Drepung, à 3 km du palais du Potala, et regroupant deux mosquées, des habitations et un cimetière. C'est dans ce même quartier que les musulmans tibétains s’établirent au XVIIIe siècle. Selon les annales chinoises, 197 musulmans cachemiriens habitaient à Lhassa à cette époque.

## Culture
Actuellement, la plupart des musulmans tibétains suivent la tradition sunnite. Bien qu’ils soient d'une religion différente de celle de la majorité des Tibétains, les musulmans tibétains sont bien assimilés dans la communauté tibétaine. De leur côté, les Balti et les Burig ont partiellement adopté les coutumes iraniennes. 
Les musulmans tibétains ont apporté leur contribution à la culture tibétaine, notamment dans le domaine de la musique. Le Nangma, aussi appelé Naghma en ourdou (qui signifie la mélodie), désigne des chansons à tonalité aiguë qui furent très populaires auprès de tous les Tibétains. Les musulmans tibétains ont aussi adopté des coutumes tibétaines, notamment dans le domaine du mariage, bien qu'ils aient aussi strictement conservé leurs coutumes musulmanes.

## Privilèges spéciaux
Les musulmans tibétains avaient leur propre mosquée à Lhassa et à Shigatse, et des terrains leur avaient été donnés pour enterrer leurs proches disparus. Le jour anniversaire de Bouddha, ils étaient exemptés du régime végétarien qui est obligatoire pour les pratiquants du bouddhisme tibétain. Un Ponj (de l'ourdou/hindi Pancch signifiant comité de village ou Panchayat) était élu pour s'occuper des affaires de la communauté musulmane tibétaine.
De plus, les musulmans étaient même exemptés de retirer leur chapeau devant les Lamas pendant la période de l'année où les Lamas portant un sceptre métallique régentaient la ville. Les musulmans se sont vu accorder le statut de Mina Dronbo, un statut qui invitait tous les Tibétains, quelle que soit leur religion, à commémorer l'accession aux pouvoirs spirituel et temporel de Lobsang Gyatso, le 5e dalaï-lama.

## En exil
Selon la journaliste Tenzin Sangmo, la communauté musulmane tibétaine exilée est dispersée en Inde et à l'étranger, le plus grand groupe s'étant installé à Srinagar. Il existe des communautés isolées au Népal, à Darjeeling, à Kalimpong, à Dehradun, à Delhi, en Arabie saoudite et à Dubaï. La communauté de Srinagar est originaire de Lhassa, Shigatsé et Tsethang.